# Podúsek 3./X. Hanička

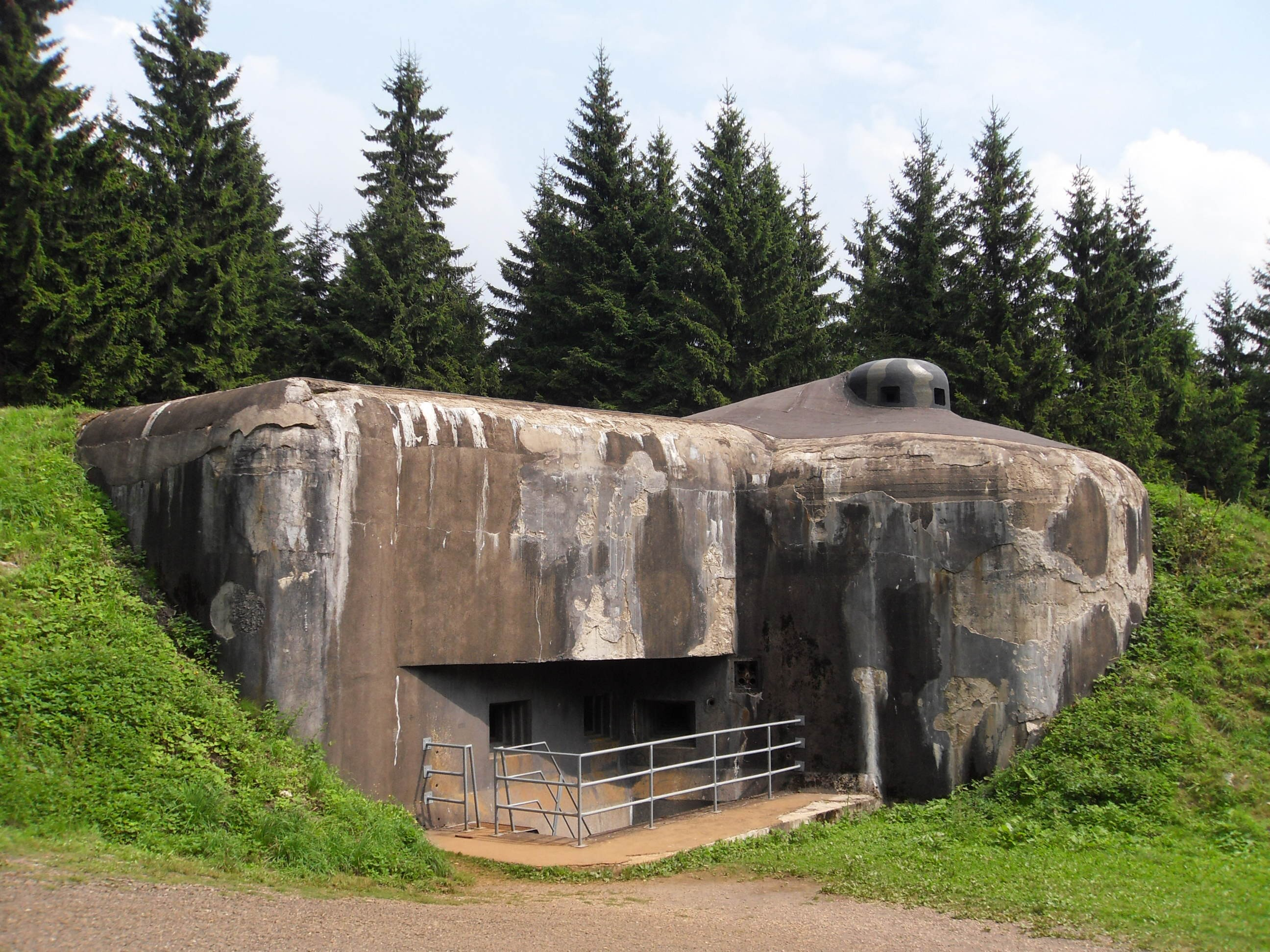
Pěchotní srub R-H-S 76 „U lomu“ tvrze Hanička

Stavební podúsek 3./X. Hanička vznikl při stavbě těžkých objektů československého opevnění v letech 1936–1938 ve východních Čechách poblíž Rokytnice v Orlických horách. Podúsek byl zadán ke stavbě pražské firmě Bedřich Hlava dne 14. září 1936, jeho součástí byla především dělostřelecká tvrz Hanička. Vyprojektováno a postaveno bylo celkem 8 objektů těžkého opevnění, jež byly obsazeny III./19. a VII./19. hraničářským praporem.

## Základní údaje
Ženijní skupinové velitelství X Rokytnice v Orlických horách zadalo stavbu podúseku 3./X. firmě Ing. Bedřich Hlava, Praha II. dne 28. srpna 1936. Prvním pracovním dnem se stalo 14. září 1936 a výstavba 7 těžkých objektů s podzemím tvrze měla trvat maximálně 24 měsíců, zadávací částka činila 22 571 403,24 Kč. Velitelem podúseku byl ustanoven mjr. stav. Ing. Rudolf Husák, stavbyvedoucím se stal npor. stav. Ing. Karel Beran. Roku 1937 byl po dokončení projekčních prací dodatečně zadán i objekt pro dělostřeleckou věž s podzemím. Zadávací částka této části komplexu činila 3 080 792,80 Kč a lhůta na dokončení prací byla určena na 1. prosinec 1938.
Střežení budovaných objektů zajišťoval strážní prapor I. z Rokytnice v Orlických horách pod velením mjr. pěch. Jana Prágra, který byl zřízen 15. června 1937 a zrušen 1. května 1938. Z jeho příslušníků byly následně vytvořeny II. a III. prapor hraničářského pluku 19. V září 1938 byl prostor podúseku Hanička obsazen částí III. praporu (velitel mjr. pěch. Jan Prágr) hraničářského pluku 19, samotná tvrz Hanička pak disponovala osádkou tvořenou VII. praporem (velitel mjr. pěch. Jaroslav Mikuláš Novák) hraničářského pluku 19. Oba prapory byly podřízeny Hraniční oblasti 35.

## Průběh linie
Stavební firmě byly zadány dva samostatné pěchotní sruby označené R-S 75 a R-S 81 a dalších šest objektů tvrze Hanička (R-S 76 až R-S 80 a R-S 79a). Původně byl podúsek projektován Ženijním skupinovým velitelstvím III Králíky, dodatečně však bylo pro urychlení prací zřízeno samostatné ŽSV v Rokytnici, pod které připadly čtyři západní podúseky v Orlických horách.
Linie začíná samostatným srubem R-S 75 v lesích severně od osady Hanička, kde navazuje na podúsek 2./X. Kunvald. Severně od tohoto srubu se nachází veřejnosti přístupná a památkově chráněná dělostřelecká tvrz Hanička. Většina jejích objektů se nalézá v těsné blízkosti zalesněné kóty 854, pouze vchodový objekt je umístěn západním směrem k osadě Plachta. Prostor tvrze protíná v severojižním směru červeně značená Jiráskova cesta, poblíž které stojí i severněji položený samostatný srub R-S 81, na který poté navazuje podúsek 4./X. Říčky.
Některé z objektů tvrze Hanička (konkrétně R-S 76, R-S 77, R-S 78 a R-S 79) disponují původními pancéřovými zvony; tyto prvky jsou zachovány i na srubu R-S 81.

## Seznam objektů
Pozn.: Objekty jsou řazeny od východu na západ.
| Snímek                                                 | Další snímky                                                       | Označení  | Název           | Typ objektu                   | Odolnost | Datum betonáže                       | Osazení zvonů                  | Umístění                         | Poznámky       |
| ------------------------------------------------------ | ------------------------------------------------------------------ | --------- | --------------- | ----------------------------- | -------- | ------------------------------------ | ------------------------------ | -------------------------------- | -------------- |
| R-S 75 U křížku                                        | Kategorie „R-S 75 U křížku casemate“ na Wikimedia Commons          | R-S 75    | U křížku        | izolovaný pěchotní srub       | III      | 14.–20. července 1937                | 25. června – 11. července 1938 | 50°11′32″ s. š., 16°30′50″ v. d. |                |
| Dělostřelecká tvrz Hanička (muzeum a kulturní památka) |                                                                    |           |                 |                               |          |                                      |                                |                                  |                |
| R-H-S 76 U lomu                                        | Kategorie „R-H-S 76 U lomu casemate“ na Wikimedia Commons          | R-H-S 76  | U lomu          | tvrzový pěchotní srub         | IV       | 14.–19. září 1937                    | 23. března – 15. dubna 1938    | 50°11′43″ s. š., 16°31′2″ v. d.  |                |
| R-H-S 77 U pozorovatelny                               | Kategorie „R-H-S 77 U pozorovatelny casemate“ na Wikimedia Commons | R-H-S 77  | U pozorovatelny | tvrzový pěchotní srub         | IV       | 23.–28. srpna 1937                   | 25. března – 23. dubna 1938    | 50°11′48″ s. š., 16°31′3″ v. d.  |                |
| R-H-S 78 Na pasece                                     | Kategorie „R-H-S 78 Na pasece casemate“ na Wikimedia Commons       | R-H-S 78  | Na pasece       | objekt pro dělostřeleckou věž | IV       | 7.–14. června 1938                   | 9.–13. července 1938           | 50°11′46″ s. š., 16°31′4″ v. d.  |                |
| R-H-S 79 Na mýtině                                     | Kategorie „R-H-S 79 Na mýtině casemate“ na Wikimedia Commons       | R-H-S 79  | Na mýtině       | tvrzový dělostřelecký srub    | IV       | 5.–9. října a 15.–22. listopadu 1937 | 5.–16. května 1938             | 50°11′49″ s. š., 16°30′56″ v. d. |                |
| R-H-S 79a U silnice casemate                           | Kategorie „R-H-S 79a U silnice casemate“ na Wikimedia Commons      | R-H-S 79a | U silnice       | vchodový objekt               | IV       | 25. dubna – 4. května 1938           | 15.–27. června 1938            | 50°11′47″ s. š., 16°30′35″ v. d. | vchod do muzea |
| R-H-S 80 U potůčku                                     | Kategorie „R-H-S 80 U potůčku casemate“ na Wikimedia Commons       | R-H-S 80  | U potůčku       | tvrzový pěchotní srub         | IV       | 21.–26. října 1937                   | 27. května – 2. června 1938    | 50°11′51″ s. š., 16°30′52″ v. d. |                |
|                                                        |                                                                    |           |                 |                               |          |                                      |                                |                                  |                |
| R-S 81 U obrázku                                       | Kategorie „R-S 81 U obrázku casemate“ na Wikimedia Commons         | R-S 81    | U obrázku       | izolovaný pěchotní srub       | II       | 2.–6. srpna 1937                     | 16.–19. července 1938          | 50°12′2″ s. š., 16°30′39″ v. d.  |                |